# Brouniphylax binodosus
Brouniphylax binodosus is een keversoort uit de familie Ulodidae. De wetenschappelijke naam van de soort is voor het eerst geldig gepubliceerd in 1895 door Broun.